# Nova Lima
Nova Lima är en stad och kommun i östra Brasilien och ligger i delstaten Minas Gerais. Den är en förortskommun till Belo Horizonte och folkmängden uppgick år 2014 till cirka 90 000 invånare.